# 24-я гвардейская стрелковая дивизия
24-я гвардейская стрелковая Евпаторийская Краснознамённая дивизия — гвардейское стрелковое соединение (гвардейская стрелковая дивизия) РККА ВС Союза ССР, в Великой Отечественной войне и после неё.
Сокращённое действительное наименование гвардейского формирования, применяемое в рабочих документах — 24 гв.сд. В составе действующей Красной Армии в периоды:
- с 17 марта по 21 октября 1942 года;
- с 15 декабря 1942 по 19 мая 1944 года;
- с 8 июля 1944 по 9 мая 1945 года.

1 июня 1946 года, на основании директивы Генерального штаба ВС Советского Союза № орг/1/246-688, от 6 мая 1946 года, гвардейская дивизия была переформирована в 3-ю гвардейскую отдельную стрелковую бригаду.

## История
За мужество и героизм личного состава 111-я стрелковая дивизия (1-го формирования) была награждена почётным званием «Гвардейская», получила новый войсковой № и была преобразована в гвардейскую стрелковую дивизию приказом Народного комиссара обороны СССР № 78, от 17 марта 1942 года.
На момент преобразования фактически уже находилась за линией фронта: 19 марта 1942 года кольцо окружения вокруг 2-й ударной армии было в первый раз закрыто. Дивизия сразу же вступила в бой за коммуникации у Мясного Бора, нанося удар с запада, изнутри кольца, вместе с 4-й гвардейской стрелковой дивизией и 7-й гвардейской танковой бригадой. Советским войскам удалось пробить коридор, который в тот же день был закрыт. Вела бои за коммуникации до начала апреля 1942 года, в результате чего был образован узкий коридор.
В ходе операции по выводу из окружения 2-й ударной армии в середине мая 1942 года одной из первых начала выход из полуокружения, и остатки дивизии сосредоточились в районе Вальково, неподалёку от Синявино. Дивизия была доукомплектована в основном за счёт курсантов пехотных училищ. Численность личного состава достигала десяти тысяч человек.
В августе 1942 года соединение в составе 6-го гвардейского стрелкового корпуса вошло в состав 8-й армии. Задачей дивизии на Синявинскую операцию являлось нанесение удара через Чёрную речку и обширный лесной массив на запад, по участку между Синявино и Мгой, с задачей соединиться с войсками Ленинградского фронта. Слева наступала 265-я стрелковая дивизия, справа 19-я гвардейская стрелковая дивизия. Двум дивизиям, 24-й и 19-й гвардейской, противостоял один полк 233-й пехотной дивизии. В 8:10 27 августа 1942 года дивизия перешла в атаку, через два дня с боями продвинулась на 8 километров, но уже с 29 августа 1942 года, после того как дивизия перехватила железную дорогу Мга — Шлиссельбург была вынуждена отбивать контратаки. До 2 сентября 1942 года дивизия практически не продвинулась на запад, натолкнувшись на мощное сопротивление.
4 сентября 1942 года её место в наступлении на запад заняла 259-я стрелковая дивизия, а 24-я гвардейская начала наступление на юг. Однако наступление не удалось, и дивизия перешла к обороне близ посёлка 1-й Эстонский фронтом на юг. С 10 сентября 1942 года дивизия несколько дней отражала сильное наступление противника. К 26 сентября 1942 года дивизия, в основном удерживая свои позиции, оказалась окружённой, поскольку восточнее, у Чёрной речки, противник уже замкнул окружение. С 28 сентября 1942 года дивизия местами скрытно, ночью, местами с боями выходит из окружения. В боях в ходе операции дивизия понесла большие потери, поступила в резерв, находилась к юго-востоку от Гайтолово, пополняясь и укомплектовываясь.
С 15 октября 1942 года дивизия начала переброску с Волховского фронта на юг. Проследовала через Тихвин, Череповец, Вологду, Ярославль, Москву, Тамбов, выгрузилась на станции Платоновка, откуда маршем проследовала в район Рассказово, где вошла в состав 2-й гвардейской армии. Была пополнена в основном курсантами военных училищ и матросами Тихоокеанского флота. К декабрю 1942 года насчитывала в своём составе более 13 тысяч человек. 4 декабря 1942 года погрузилась в эшелоны и в середине декабря начала выгрузку на станциях Иловля и Лог, после чего маршем двинулась к Калачу, куда прибыла 14 декабря 1942 года и откуда вновь тяжёлым маршем двинулась на реку Мышкова, где только к 19 декабря 1942 года начала занимать позиции от Нижне-Кумского на юг. Практически с ходу, переправившись через Мышкову, завязала бои с 17-й танковой дивизией за хутор Нижне-Кумский, который был взят 21 декабря 1942 года.
С 23 декабря 1942 года дивизия, отразив контратаки, перешла в наступление на хутор Верхне-Кумский, который в этот же день был взят, а с 24 декабря 1942 года начала наступление в направлении на хутор Новоаксайский, который совместно с 7-м танковым корпусом был взят ею 25 декабря 1942 года, после чего дивизия начала развивать наступление на Котельниково, который был взят 29 декабря 1942 года.
После этого дивизия участвовала в Ростовской операции, наступая в общем направлении Цимлянская, Раздорская. В середине января 1943 года дивизия вышла к Манычу. Перед дивизией была поставлена задача 18 января 1943 года форсировать уже Северский Донец и наступать на Новочеркасск. Однако наступление не удалось ввиду ожесточённого сопротивления противника при активной поддержке авиации. 27 января 1943 года дивизия с остатками 5-го механизированного корпуса, форсируя Маныч, повела наступление на Тузлуков и Малую Западенку. Но неоднократные попытки преодолеть Маныч, продолжавшиеся до 30 января 1943 года, были сорваны противником. Только 31 января 1943 года дивизия форсировала реку при поддержке 18-й гвардейской танковой бригады и вышла к хутору Красный, который с ходу взять не смогла. В тяжёлых боях к 6 февраля 1943 года дивизия вышла в район Усмань — Резников. После этого дивизия в дальнейшем наступлении принимала участие в освобождении Новочеркасска (13 февраля 1943 года) и Матвеева Кургана. Таким образом дивизия 16 февраля 1943 года вышла на реку Миус, где столкнулась с мощной заранее подготовленной обороной и попытки её прорвать успеха не принесли. До апреля 1943 года дивизия находилась у Матвеева Кургана, в апреле дивизия была передислоцирована в район донецких городков Володарск, Ровеньки и Свердловск. С 17 июля 1943 года, будучи введённой в бой вторым эшелоном, переправилась через Миус и вступила в бои за расширение плацдарма в направлении Саур-Могилы. В конце июля 1943 года вела тяжёлые бои в районе Степановки с частями дивизии СС «Рейх» за деблокаду окружённых 3-й и 33-й гвардейских дивизий, однако сама была потеснена и 31 июля 1943 года перешла к обороне. К утру 2 августа 1943 года под давлением противника дивизия оставила плацдарм. Вновь дивизия перешла в наступление с 18 августа 1943 года и вновь была вынуждена форсировать Миус.
28 августа 1943 70-й гвардейский стрелковый полк 24-й гвардейской стрелковой дивизии выбил противника из Марфинка (Ростовская область) и к 16:00 овладел селом. Уничтожено до 70 немецких солдат и офицеров, 7 автомашин и 7 пулемётов.
28 августа 1943 к 21:00 части 24 гв. стрелковой дивизии заняли положение: 70 гв. стрелковый полк южная окраина Марфинка (Ростовская область), 72 гв. стрелковый полк 1 км сев-вост окраина с.Марфинка (Ростовская область), 71 гв. стрелковый полк на южных скатах высоты 137.
29 августа 1943 в 04:00 после артналёта 72 гвардейский стрелковый полк 24-й гвардейской стрелковой дивизии не встречая сопротивления противника занял опорный пункт в с. Анастасиевка (Ростовская область). При этом захвачено трофеев 200 винтовок и большое количество боеприпасов, 1 автомашина и склад с продовольствием. Артналётом разбито 35 автомашин и сожжено 5 танков.
С тяжёлыми боями дивизия продвигалась к Днепру, в ходе наступления форсируя реки Крынка, Мокрый Еланчик, Сухой Еланчик, Кальмиус, Берда. Особенно тяжёлые бои вела на рубеже реки Кальмиус в районе населённого пункта Успеновка, куда подошла к 7 сентября 1943 года. К 22 сентября 1943 года дивизия вышла к реке Молочная, неподалёку от Молочанска, где вновь была остановлена на подготовленном рубеже. С 26 сентября 1943 года дивизия приступила к штурму рубежа, но безуспешно. После паузы в боях вновь брошена на укрепления 9 октября 1943 года, и в течение двух недель вела тяжелейшие бои по рубежу Молочной, неся большие потери, но всё-таки прорвала оборону и вышла на оперативный простор. Через Аскания-Нова преследовала отступающего противника, и после этого дивизия вышла к берегам Днепра в нижнем течении у впадения в Днепро-Бугский лиман. С 5 ноября 1943 года вела бои за Кинбурнский полуостров и Кинбурнскую косу, особенно тяжёлые в районе Покровских хуторов. Практически в течение месяца бои шли с переменным успехом: противник морем постоянно присылал подкрепления и оказывал ожесточённое сопротивление. 3 декабря 1943 года части дивизии перешли в массированное наступление, взяли с боями Покровские хутора, а 5 декабря 1943 года, взяв Форштадт, окончательно очистили от противника полуостров.
С 7 декабря 1943 года дивизия начала переброску. К концу декабря 1943 года дивизия сосредоточилась в 15 километрах от села Большая Лепетиха, расположенного вдоль Днепра. В ходе Никопольско-Криворожской операции в составе 28-й армии участвовала в ликвидации Никопольского плацдарма.

### В Крымской наступательной операции
В феврале 1944 года дивизия была снята с позиций, отведена сначала под Каховку и Британы, а затем переброшена в район Перекопа, где до апреля 1944 года готовилась к освобождению Крыма.
С 8 апреля 1944 года прорывала оборону противника на Перекопе. В течение двух дней вела тяжёлые бои, прорывая оборону, 9 апреля 1944 года сумела прорвать и наступала, отбивая частые контратаки противника, отходящего на ишуньские позиции, к исходу 10 апреля 1944 года окончательно сломила сопротивление противника. В дивизии был сформирован подвижный отряд с приданным армейским танковым батальоном, которому была поставлена задача с ходу преодолеть оборонительный рубеж противника на реке Чатырлык, вырваться на оперативный простор и овладеть городом Евпатория. Вслед за отрядом наступали основные силы дивизии. Однако рубеж по реке удалось прорвать только 12 апреля 1944 года основными силами дивизии, после чего подвижный отряд устремился к Евпатории и 13 апреля 1944 года освободил город, а полки дивизии освободили Саки. В конце апреля 1944 года дивизия передислоцировалась в долину реки Кача.
С 5 мая 1944 года дивизия перешла в наступление, мощным ударом через Бельбекский каньон вышла к железной дороге в полутора километрах севернее станции Мекензиевы Горы. В тяжёлых боях дивизия медленно продвигалась с севера на Севастополь. С 8 мая 1944 года войска противника начали отход и 9 мая 1944 года дивизия форсировала Северную бухту. Перед форсированием небольшим отрядом был захвачен плацдарм, который удерживался до подхода основных сил. Пяти воинам было присвоено звание Героя Советского Союза, четверым — посмертно. Обогнув Южную бухту, части дивизии к 14 часам вошли в Рудольфову слободку.

### Освобождение Прибалтики и бои в Восточной Пруссии
С конца мая отправляется маршем на станцию Снегиревка, где 9 июня 1944 года начала погрузку в эшелоны и была переброшена в Ельню, откуда маршем вышла к реке Свента. 21 июля 1944 года начала участие в Шяуляйской операции. Вступила в бои близ Укмерге, Радвилишкиса, оттуда с боями продвигается к Рамигала, затем к Шяуляю. На 26—27 июля 1944 года вела бои в районе Трускавы южнее Шяуляя. В августе 1944 года участвовала в отражении мощных контратак противника западнее Шяуляя, на 5 сентября 1944 года находилась у деревни Тирелки в пяти километрах западнее Шяуляя. В начале сентября 1944 года перешла в наступление на юго-запад и, продвинувшись на 15—20 километров, вышла на реку Дубисса, где находилась до 5 октября 1944 года.
С 5 октября 1944 года перешла в наступление в ходе Мемельской операции, форсировала Дубису, наступая на Кельме, вела бои в районе населённого пункта Гечайце в семи километрах северо-восточнее города Кельме, к 6 октября 1944 года вышла на рубеж реки Крожента, затем наступала по направлению Упина, форсировала реку Юра и вышла на Неман, на 19—20 октября 1944 года вела бой в районе населённого пункта Бойснен в 9 километрах северо-западнее Тильзита. Попытки форсирования реки в конечном счёте успеха не принесли.
В декабре 1944 года 2-я гвардейская армия была передана в состав 3-го Белорусского фронта и перебазирована в район юго-восточнее Гумбиннена.
С 13 января 1945 года дивизия перешла в наступление на правом фланге армии в ходе Восточно-Прусской операции, форсировала реку Роминте и овладела крупным опорным пунктом противника Перкаллен, на 16 января 1945 вела бой севернее населённого пункта Вальтеркемен (ныне посёлок Ольховатка Гусевского района), на 18 января 1945 года — за населённый пункт Нештонкемен в шести километрах юго-восточнее города Гумбиннен, на 20 января 1945 года дивизия вела бои на подступах к Даркемену (ныне Озёрск). Вскоре дивизия была передана в 39-ю армию и перебазирована на подступы к Кёнигсбергу. Так, части дивизии на 29 января 1945 года вели бой в шести километрах северо-западнее Кёнигсберга, на 4 февраля 1945 года — юго-восточнее населённого пункта Фишхаузен, на 20 февраля 1945 года — за населённый пункт Лендорф в 13 километрах северо-западнее Кёнигсберга.
В ходе штурма Кёнигсберга с 6 апреля 1945 года дивизия наступала во втором эшелоне корпуса, у которого была задача прорыва обороны противника в полосе шириной в 2 километра (от пруда Филиппе до безымянной высоты в километре западнее господского двора Шарлоттенбург). После того, как дивизии первого эшелона вышли на канал Ланд-Грабен (ныне река Голубая) и подошли с севера к пригородным посёлкам Кёнигсберга, вечером 7 апреля 1945 года дивизия была введена в бой с задачей овладеть районом кирпичного завода, в последующем наступать в направлении станции Прегель, однако попытки её наступления результата не принесли. На 8 апреля 1945 года дивизии была поставлена задача продолжать штурм Кёнигсберга с ближайшей целью овладеть северной и центральной частями Иудиттена (ныне Менделеево, район Калининграда); в последующем овладеть Иудиттеном полностью и выйти к реке Прегель на километр северо-восточнее станции Прегель. Днём передовые штурмовые отряды дивизии пересекли улицу (ныне проспект Победы) и ворвались в кварталы Кёнигсберга (ныне район между проспектом Победы и улицами Радищева и Харьковской). Два полка дивизии вышли с северо-запада на территорию вагоноремонтных мастерских (где соединились с войсками 16-й гвардейской стрелковой дивизии 11-й гвардейской армии) и станции Прегель и позднее форсировали реку. К концу дня 8 апреля 1945 года дивизия сосредоточилась в районе Иудиттена, Ратсхофа в готовности к возможной обороне от контратак, которые действительно состоялись в ночь на 9 апреля 1945 года, когда на участке дивизии пытались пробиться из Кёнигсберга окружённые войска противника.
В апреле 1945 года принимала участие в Земландской операции, наступая на Пиллау. Последние бои в ходе войны части дивизии провели на косе Фрише-Нерунг.
С мая дивизия несла охрану побережья Балтийского моря на Земландском полуострове. 22 сентября 1945 года полностью сосредоточилась в Брянске.
1 июня 1946 года на основании директивы Генштаба № орг/1/246-688 от 06.05.1946 года была сокращена до 3-й отдельной гвардейской стрелковой бригады. В конце 1940-х гг. бригада передислоцирована в Северо-Кавказский военный округ и размещена в Грозном.
1 сентября 1949 года на базе этой бригады дивизия была восстановлена как 24-я гвардейская горнострелковая дивизия. С 31 мая 1954 года вновь именовалась 24-й гвардейской стрелковой дивизией.
1 июня 1957 года была переформирована в 42-ю гвардейскую мотострелковую дивизию.

## Состав
Нумерация присвоена 6 мая 1942 года:
- 70-й гвардейский стрелковый полк
- 71-й гвардейский стрелковый полк
- 72-й гвардейский стрелковый полк
- 50-й гвардейский (лёгкий) артиллерийский полк
- 26-й отдельный гвардейский истребительно-противотанковый дивизион
- 27-я отдельная гвардейская зенитная батарея (до 25.04.1943)
- 28-я отдельная гвардейская разведывательная рота
- 19-й отдельный гвардейский сапёрный батальон
- 32-й отдельный гвардейский батальон связи (32-я отдельная гвардейская рота связи)
- 20-й отдельный медико-санитарный батальон
- 21-я отдельная гвардейская рота химической защиты
- 18-я отдельная автотранспортная рота
- 22-я полевая хлебопекарня
- 29-й дивизионный ветеринарный лазарет
- 828-я полевая почтовая станция
- 867-я полевая касса Государственного банка

## В составе
| Дата            | Фронт (округ)                                              | Армия                 | Корпус (группа)                    | Примечания               |
| --------------- | ---------------------------------------------------------- | --------------------- | ---------------------------------- | ------------------------ |
| 01.04.1942 года | Волховский фронт                                           | 59-я армия            | -                                  | в составе ОГ Коровникова |
| 01.05.1942 года | Ленинградский фронт (Группа войск Волховского направления) | 59-я армия            | -                                  | -                        |
| 01.06.1942 года | Ленинградский фронт (Волховская группа войск)              | -                     | 6-й гвардейский стрелковый корпус  | -                        |
| 01.07.1942 года | Волховский фронт                                           | -                     | 6-й гвардейский стрелковый корпус  | -                        |
| 01.08.1942 года | Волховский фронт                                           | -                     | 6-й гвардейский стрелковый корпус  | -                        |
| 01.09.1942 года | Волховский фронт                                           | 8-я армия             | 6-й гвардейский стрелковый корпус  | -                        |
| 01.10.1942 года | Волховский фронт                                           | 8-я армия             | -                                  | -                        |
| 01.11.1942 года | Резерв Ставки ВГК                                          | 1-я резервная армия   | 1-й гвардейский стрелковый корпус  | -                        |
| 01.12.1942 года | Резерв Ставки ВГК                                          | 2-я гвардейская армия | 1-й гвардейский стрелковый корпус  | -                        |
| 01.01.1943 года | Южный фронт                                                | 2-я гвардейская армия | 1-й гвардейский стрелковый корпус  | -                        |
| 01.02.1943 года | Южный фронт                                                | 2-я гвардейская армия | 1-й гвардейский стрелковый корпус  | -                        |
| 01.03.1943 года | Южный фронт                                                | 2-я гвардейская армия | 1-й гвардейский стрелковый корпус  | -                        |
| 01.04.1943 года | Южный фронт                                                | 2-я гвардейская армия | 1-й гвардейский стрелковый корпус  | -                        |
| 01.05.1943 года | Южный фронт                                                | 2-я гвардейская армия | 1-й гвардейский стрелковый корпус  | -                        |
| 01.06.1943 года | Южный фронт                                                | 2-я гвардейская армия | 1-й гвардейский стрелковый корпус  | -                        |
| 01.07.1943 года | Южный фронт                                                | 2-я гвардейская армия | 1-й гвардейский стрелковый корпус  | -                        |
| 01.08.1943 года | Южный фронт                                                | 2-я гвардейская армия | 1-й гвардейский стрелковый корпус  | -                        |
| 01.09.1943 года | Южный фронт                                                | 2-я гвардейская армия | 55-й стрелковый корпус             | -                        |
| 01.10.1943 года | Южный фронт                                                | 2-я гвардейская армия | 1-й гвардейский стрелковый корпус  | -                        |
| 01.11.1943 года | 4-й Украинский фронт                                       | 2-я гвардейская армия | 1-й гвардейский стрелковый корпус  | -                        |
| 01.12.1943 года | 4-й Украинский фронт                                       | 2-я гвардейская армия | 1-й гвардейский стрелковый корпус  | -                        |
| 01.01.1944 года | 4-й Украинский фронт                                       | 28-я армия            | 10-й гвардейский стрелковый корпус | -                        |
| 01.02.1944 года | 4-й Украинский фронт                                       | 2-я гвардейская армия | 1-й гвардейский стрелковый корпус  | -                        |
| 01.03.1944 года | 4-й Украинский фронт                                       | 2-я гвардейская армия | 13-й гвардейский стрелковый корпус | -                        |
| 01.04.1944 года | 4-й Украинский фронт                                       | 2-я гвардейская армия | 13-й гвардейский стрелковый корпус | -                        |
| 01.05.1944 года | 4-й Украинский фронт                                       | 2-я гвардейская армия | 13-й гвардейский стрелковый корпус | -                        |
| 01.06.1944 года | Резерв Ставки ВГК                                          | 2-я гвардейская армия | 13-й гвардейский стрелковый корпус | -                        |
| 01.07.1944 года | Резерв Ставки ВГК                                          | 2-я гвардейская армия | 13-й гвардейский стрелковый корпус | -                        |
| 01.08.1944 года | 1-й Прибалтийский фронт                                    | 2-я гвардейская армия | 13-й гвардейский стрелковый корпус | -                        |
| 01.09.1944 года | 1-й Прибалтийский фронт                                    | 2-я гвардейская армия | 13-й гвардейский стрелковый корпус | -                        |
| 01.10.1944 года | 1-й Прибалтийский фронт                                    | 2-я гвардейская армия | 13-й гвардейский стрелковый корпус | -                        |
| 01.11.1944 года | 1-й Прибалтийский фронт                                    | 2-я гвардейская армия | 13-й гвардейский стрелковый корпус | -                        |
| 01.12.1944 года | 1-й Прибалтийский фронт                                    | 2-я гвардейская армия | 13-й гвардейский стрелковый корпус | -                        |
| 01.01.1945 года | 3-й Белорусский фронт                                      | 2-я гвардейская армия | 13-й гвардейский стрелковый корпус | -                        |
| 01.02.1945 года | 3-й Белорусский фронт                                      | 39-я армия            | 13-й гвардейский стрелковый корпус | -                        |
| 01.03.1945 года | 3-й Белорусский фронт                                      | 39-я армия            | 54-й стрелковый корпус             | -                        |
| 01.04.1945 года | 3-й Белорусский фронт                                      | 43-я армия            | 13-й гвардейский стрелковый корпус | -                        |
| 01.05.1945 года | 3-й Белорусский фронт                                      | 2-я гвардейская армия | 13-й гвардейский стрелковый корпус | -                        |

## Командование
Командиры дивизии
- Рогинский, Сергей Васильевич (17.03.1942 — 27.04.1942), гвардии полковник
- Артюшенко, Павел Алексеевич (28.04.1942 — 24.05.1942), гвардии полковник
- Антюфеев, Иван Михайлович (25.05.1942 — 01.07.1942), гвардии генерал-майор (в командование не вступал, пленён 26.06.1942)
- Кошевой, Пётр Кириллович (02.07.1942 — 23.09.1943), гвардии полковник, с 01.10.1942 гвардии генерал-майор
- Саксеев, Пётр Иванович (24.09.1943 — 14.01.1944), гвардии полковник, с 25.09.1943 гвардии генерал-майор (погиб 14.01.1944)
- Колесников, Георгий Яковлевич (15.01.1944 — 18.07.1944), гвардии полковник
- Ерёменко, Яков Филиппович (19.07.1944 — 19.08.1944), гвардии генерал-майор
- Домрачев, Пётр Николаевич (11.08.1944 — 01.06.1946), гвардии полковник

Командиры 3-й гвардейской стрелковой бригады
- Домрачев, Пётр Николаевич (01.06.1946 — 28.09.1946), гвардии полковник
- Мамсуров, Хаджи-Умар Джиорович (28.09.1946 — 20.03.1947)
- Сухарев, Николай Фёдорович (25.03.1947 — 01.09.1949), гвардии генерал-майор

Командиры 24-й гв. горнострелковой (стрелковой) дивизии
- Сухарев, Николай Фёдорович (01.09.1949 — 09.05.1951), гвардии генерал-майор
- Лобанов, Николай Иванович (09.05.1951 — 30.04.1953), гвардии генерал-майор
- Кусимов, Тагир Таипович (30.04.1953 — 06.08.1953), гвардии полковник
- Григорович, Владимир Иосифович (06.08.1953 — 28.06.1954), гвардии генерал-майор
- Кузьмин, Иван Михайлович (28.06.1954 — 30.01.1957), гвардии полковник, с 8.08.1955 гвардии генерал-майор
- Левченко, Пётр Тарасович (26.03.1957 — 01.06.1957)

Начальники штаба дивизии
- гвардии полковник Рябов, Пётр Михайлович (февраль 1944 — январь 1945 года)[13];
- гвардии подполковник Шамов;
- гвардии полковник Сайфуллин.

## Награды и наименования
| Награда (наименование)                | Дата                | За что награждена |
| ------------------------------------- | ------------------- | --- |
| Почетное звание «Гвардейская»         | 17 марта 1942 года  | присвоено приказом Народного Комиссара Обороны СССР за проявленную отвагу в боях за Отечество с немецкими захватчиками, за стойкость, мужество, дисциплину и организованность, за героизм личного состава. |
| Орден Красного Знамени                | 24 мая 1944 года    | награждена указом Президиума Верховного Совета СССР от 24 мая 1944 года за образцовое выполнение заданий командования в боях за освобождение города Севастополя и проявленные при этом доблесть и мужество |
| Почётное наименование «Евпаторийская» | 24 апреля 1944 года | присвоено приказом Верховного Главнокомандующего № 0105 от 24 апреля 1944 года за отличие в боях по освобождению города Евпатория.                                                                         |

Награды частей дивизии:
- 71-й гвардейский стрелковый Краснознамённый[15] ордена Кутузова[16] полк
- 72-й гвардейский стрелковый Кёнигсбергский Краснознамённый полк

## Отличившиеся воины дивизии

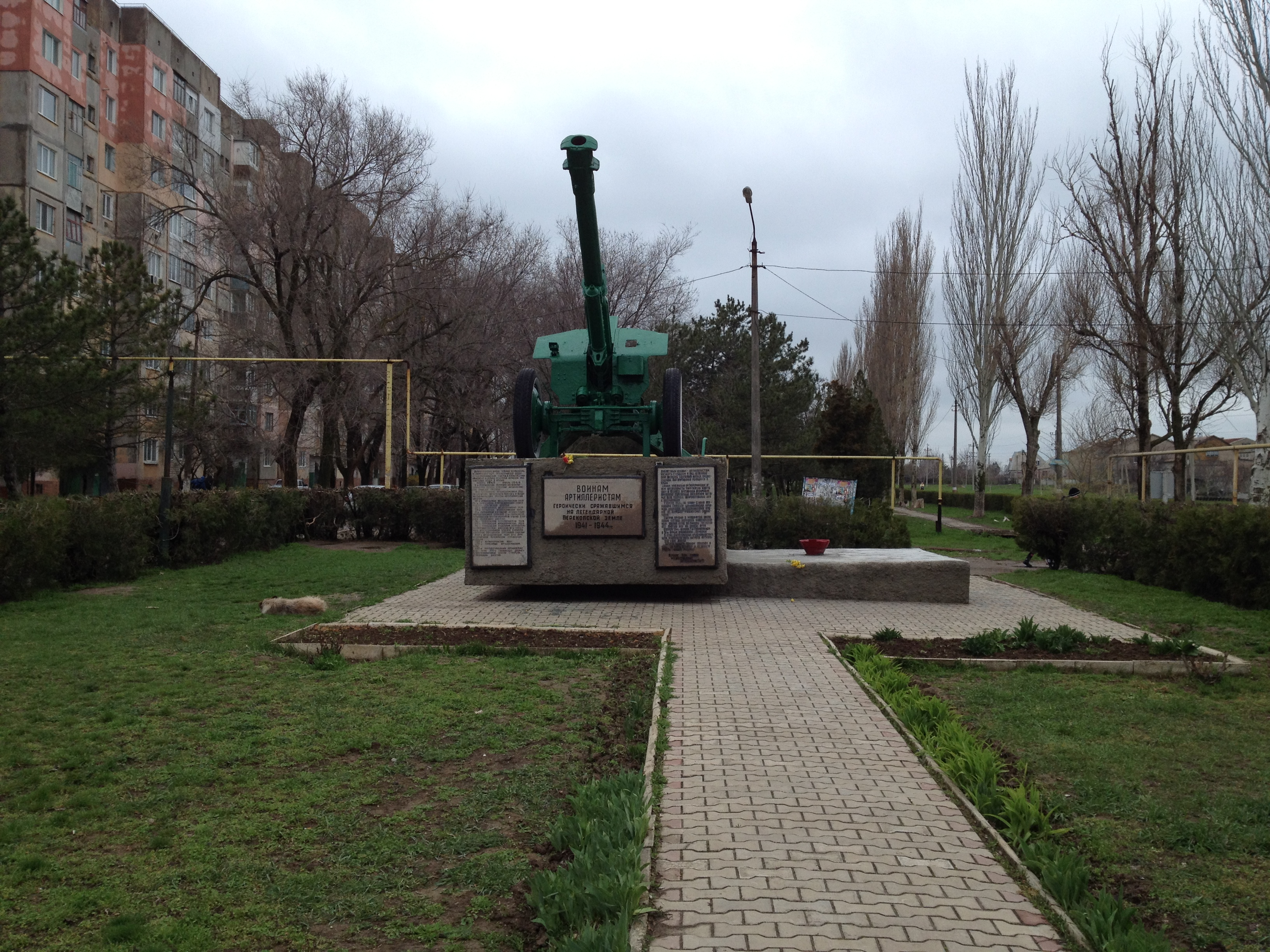
Памятный знак в честь воинов-артиллеристов (гаубица), Армянск

| Награда | Ф. И.О                              | Должность                                                                              | Звание                  | Дата награждения | Примечания                                                 |
| ------- | ----------------------------------- | -------------------------------------------------------------------------------------- | ----------------------- | ---------------- | ---------------------------------------------------------- |
|         | Бекмешов, Сергей Григорьевич        | пулемётчик пулемётной роты 70 гвардейского стрелкового полка                           | гвардии ефрейтор        | 24.03.1945       | погиб 13.01.1945                                           |
|         | Бикчантаев, Ярхам Гараевич          | стрелок 72 гвардейского стрелкового полка                                              | гвардии красноармеец    | 27.02.1958       | дважды был награждён третьей степенью ордена               |
|         | Брилин, Павел Тимофеевич            | стрелок 4-й стрелковой роты 71-го гвардейского стрелкового полка                       | гвардии красноармеец    | 19.04.1945       |                                                            |
|         | Висовин, Константин Гаврилович      | разведчик 2-го стрелкового батальона 70-го гвардейского стрелкового полка              | гвардии красноармеец    | 24.03.1945       | посмертно, погиб 09.05.1944                                |
|         | Дедик, Василий Степанович           | командир взвода 72 гвардейского стрелкового полка                                      | гвардии сержант         | 24.03.1945       | пропал без вести в январе 1945                             |
|         | Демидов, Константин Петрович        | разведчик 28 отдельной гвардейской разведывательной роты                               | гвардии ефрейтор        | 19.04.1945       | пропал без вести в январе 1945                             |
|         | Дубинин, Иван Владимирович          | автоматчик роты автоматчиков 70-го гвардейского стрелкового полка                      | гвардии красноармеец    | 24.03.1945       | посмертно, погиб 09.05.1944                                |
|         | Земков, Александр Фёдорович         | командир сапёрного взвода 70-го гвардейского стрелкового полка                         | гвардии лейтенант       | 24.03.1945       | представлен посмертно, но выжил                            |
|         | Зубов, Илья Иванович                | командир отделения 28 отдельной гвардейской разведывательной роты                      | гвардии старшина        | 19.04.1945       | -                                                          |
|         | Кабилов, Тулен                      | командир отделения 72-го гвардейского стрелкового полка                                | гвардии сержант         | 19.04.1945       | посмертно, погиб 10.04.1944, подорвав себя вместе с танком |
|         | Касинцев, Аркадий Кузьмич           | командир отделения разведки батареи 120-мм миномётов 71 гвардейского стрелкового полка | гвардии старший сержант | 29.06.1945       | -                                                          |
|         | Кривуля, Василий Андреевич          | помощник командира взвода 4-й стрелковой роты 70-го гвардейского стрелкового полка     | гвардии старший сержант | 29.06.1945       | -                                                          |
|         | Редок, Иван Анисимович              | командир отделения                                                                     | гвардии сержант         | 27.02.1958       | дважды был награждён третьей степенью ордена               |
|         | Романов, Яков Александрович         | стрелок 6-й стрелковой роты 70-го гвардейского стрелкового полка                       | гвардии красноармеец    | 24.03.1945       | посмертно, погиб 09.05.1944                                |
|         | Сизов, Пётр Иванович                | парторг 71-го гвардейского стрелкового полка                                           | гвардии капитан         | 24.03.1945       | посмертно, погиб 22.10.1944                                |
|         | Соценко, Александр Никитович        | сапёр сапёрного взвода 70-го гвардейского стрелкового полка                            | гвардии красноармеец    | 24.03.1945       | посмертно, погиб 09.05.1944                                |
|         | Стренин, Фёдор Михайлович           | комсорг 1-го стрелкового батальона 72-го гвардейского стрелкового полка                | гвардии рядовой         | 1.11.1943        |                                                            |
|         | Толстопятенко, Михаил Александрович | командир расчёта миномётной роты                                                       | гвардии старший сержант | 27.03.1965       | дважды был награждён третьей степенью ордена               |
|         | Щелканов, Николай Иванович          | командир отделения взвода пешей разведки 72-го гвардейского стрелкового полка          | гвардии сержант         | 29.06.1965       | -                                                          |

## Память
- Памятник воинам дивизии южнее деревни Мясной Бор, у правой стороны шоссе.
- В честь дивизии названа школа № 7 г. Вологда.
- Артиллерийская пушка-гаубица была установлена в г. Армянске в честь артиллерийских соединений, которые принимали участие в освобождении Армянска в период разгрома немецко-фашистских войск в Крыму (ноябрь 1943 — апрель 1944 гг.): ….. 50-й гвардейский артиллерийский полк 24-й гвардейской Краснознаменной Евпаторийской стрелковой дивизии….